# Stefan de Vrij
Stefan de Vrij (* 5. února 1992 Ouderkerk aan den IJssel) je nizozemský profesionální fotbalista, který hraje na pozici středního obránce za italský klub FC Inter Milán a za nizozemský národní tým. Účastník Mistrovství světa 2014 v Brazílii a Mistrovství Evropy 2020.
S Interem Milán vyhrál v sezóně 2020/21 italskou nejvyšší ligu, Serii A.

## Klubová kariéra
Profesionální fotbalovou kariéru zahájil ve Feyenoordu, 17. července 2009 podepsal první profesionální platnou smlouvu do léta 2012. Během sezóny 2012/13 nahradil ve funkci kapitána týmu Rona Vlaara. Jeho kvalitní výkony v dresu Feyenoordu upoutaly několik anglických klubů, mj. Liverpool FC, Manchester United FC, Newcastle United FC, Chelsea FC a Arsenal FC.
Po MS 2014 v Brazílii odešel v červenci 2014 z Feyenoordu za 9 miliónů eur do italského klubu SS Lazio. Tam podepsal smlouvu na čtyři roky, po jejím vypršení odešel zadarmo do klubu Inter Milán.

### Inter Milán
První ligový zápas sezóny za Inter Milán odehrál na půdě Sassuola, kde milánské mužstvo prohrálo nakonec 0:1. Sám de Vrij měl příležitost v 90. minutě hlavou vyrovnat, ale soupeřův brankář Consigli balón chytil. De Vrij startoval v základní sestavě druhého kola, ve kterém gólem hlavou do sítě Turína FC navýšil vedení na 2:0. Tým přezdívaný Nerazzurri (Černobílí) však dvougólové vedení neudržel a 2:2 remizoval. V rámci Ligy mistrů UEFA odehrál úvodní utkání skupiny proti anglickému Tottenhamu, ve kterém Inter otočil domácí výsledek 0:1 na vítězných 2:1. De Vrij si připsal přihrávku na gól Matíase Vecina.
Na podzim trenér Luciano Spalletti nenechával hrát stále stejnou dvojici obránců, což v praxi znamenalo, že se de Vrij v některých utkáních ocitl na lavičce náhradníků a v sestavě nastoupil například João Miranda.
Postupem času utvořil dvojici se slovenským stoperem Milanem Škriniarem. Tato dvojice sehrála velkou roli v derby proti AC Milán 17. března 2019, ve kterém Inter uspěl po výsledku 3:2.
Po sezóně 2019/20 byl zvolen nejlepším obráncem Serie A.
Pevnou součástí základní sestavy Interu byl i další sezónu 2020/21, kdy odehrál 40 ze 47 možných soutěžních zápasů a ze středu velel tříčlenné obraně tvořené rovněž Milanem Škriniarem a nově také Alessandrem Bastonim. V 11 zápasech pomohl uhájit čisté konto a v lize pomohl ke Scudettu – mistrovskému titulu – počtem 34 obdržených gólů, nejnižším z prvoligových týmů. Svůj jediný gól v sezóně vstřelil mužstvu Sampdorie 6. ledna 2021 při venkovní porážce 1:2, jedné ze tří porážek v lize celkem.

## Reprezentační kariéra

### Mládežnické reprezentace
Stefan de Vrij byl členem nizozemských mládežnických výběrů od kategorie U16.
Zúčastnil se Mistrovství Evropy hráčů do 17 let 2009, kde ve finále mladí Nizozemci podlehli domácím Němcům 1:2 po prodloužení.

Zúčastnil se i Mistrovství světa hráčů do 17 let 2009 v Nigérii, kde Nizozemci nepostoupili ze základní skupiny C.

V červnu 2013 byl nominován na Mistrovství Evropy hráčů do 21 let konané v Izraeli. S týmem se dostal do semifinále, kde Nizozemsko vypadlo s Itálií po porážce 0:1.

### A-mužstvo
V A-mužstvu Nizozemska debutoval 15. srpna 2012 pod novým reprezentačním trenérem Louisem van Gaalem (po červnovém EURU 2012 vystřídal ve funkci Berta van Marwijka) v přátelském zápase s domácí Belgií. Nastoupil na hřiště ve druhém poločase za stavu 0:1, Nizozemsko nakonec podlehlo svému rivalovi 2:4.
Louis van Gaal jej vzal na Mistrovství světa 2014 v Brazílii. De Vrij se v prvním utkání proti Španělsku podílel na debaklu soupeře 5:1 jedním gólem. Byla to jeho premiérová branka v dresu Oranje. Nizozemci se dostali do boje o třetí místo proti Brazílii, vyhráli 3:0 a získali bronzové medaile.

### Reprezentační góly
Góly Stefana de Vrije za A-tým Nizozemska
| Gól | Datum       | Stadion                                       | Soupeř    | Skóre | Výsledek | Soutěž                   |
| --- | ----------- | --------------------------------------------- | --------- | ----- | -------- | ------------------------ |
| 010 | 13. 6. 2014 | Itaipava Arena Fonte Nova, Salvador, Brazílie | Španělsko | 1:3   | 1:5      | MS 2014                  |
| 02  | 9. 9. 2014  | Generali Arena, Praha, Česko                  | Česko     | 1:1   | 2:1      | kvalifikace na EURO 2016 |
| 03  | 31. 3. 2015 | Amsterdam ArenA, Amsterdam, Nizozemsko        | Španělsko | 1:0   | 2:0      | přátelský zápas          |

## Styl hry
Hraje na pozici stopera (ve středu obrany). Konstruktivní střední obránce s kvalitní rozehrávkou.

## Úspěchy

### Klubové

#### Feyenoord U17
- 1× vítěz dorostenecké ligy hráčů do 17 let – 2009[19]

#### Lazio Řím
- 1× vítěz italského superpoháru Supercoppa italiana – 2017[19]

#### Inter Milán
- 1× vítěz italské ligy Serie A – 2020/21[19]

### Reprezentační

#### Nizozemská reprezentace
- bronzová medaile na Mistrovství světa – 2014[19]

### Individuální
- 1× nejlepším obráncem v Serii A – 2019/20[9]
- 1× Tým roku Serie A – 2019/20[20]
- Sestava sezóny Evropské ligy UEFA – 2019/20[21]